# روميو ريفرز
روميو ريفرز هو لاعب هوكي الجليد كندي، ولد في 28 مارس 1907 في مانيتوبا في كندا، وتوفي في 4 مايو 1986 في وينيبيغ في كندا.

## وصلات خارجية
- روميو ريفرز على موقع EliteProspects.com (الإنجليزية)
- روميو ريفرز على موقع Eurohockey.com (الإنجليزية)
- روميو ريفرز على موقع اللجنة الأولمبية الدولية (الإنجليزية)
- روميو ريفرز على موقع أوليمبيديا (الإنجليزية)